# Timothy Lafaele

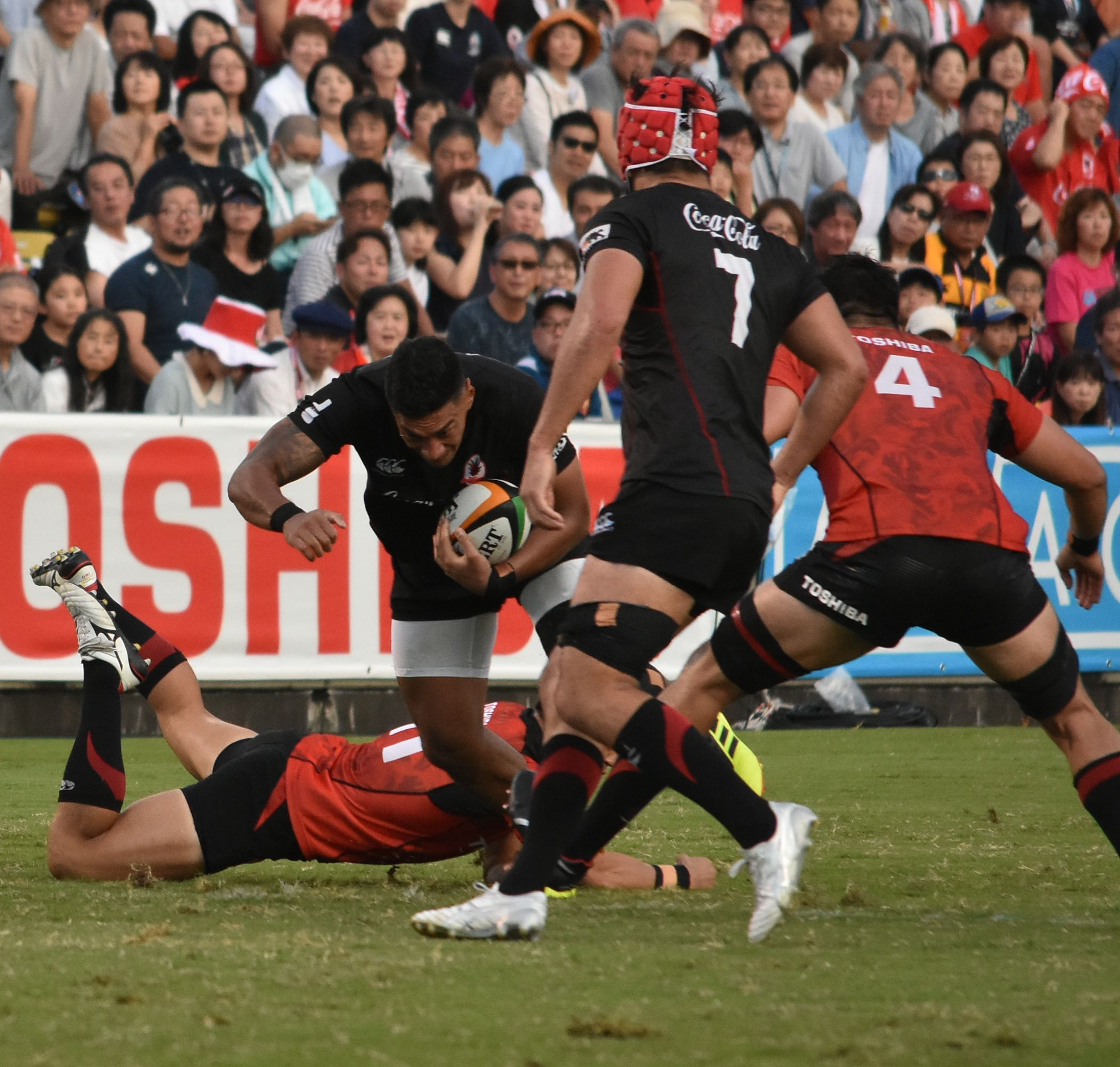
Lafaele (przy piłce) w meczu Red Sparks (2018)

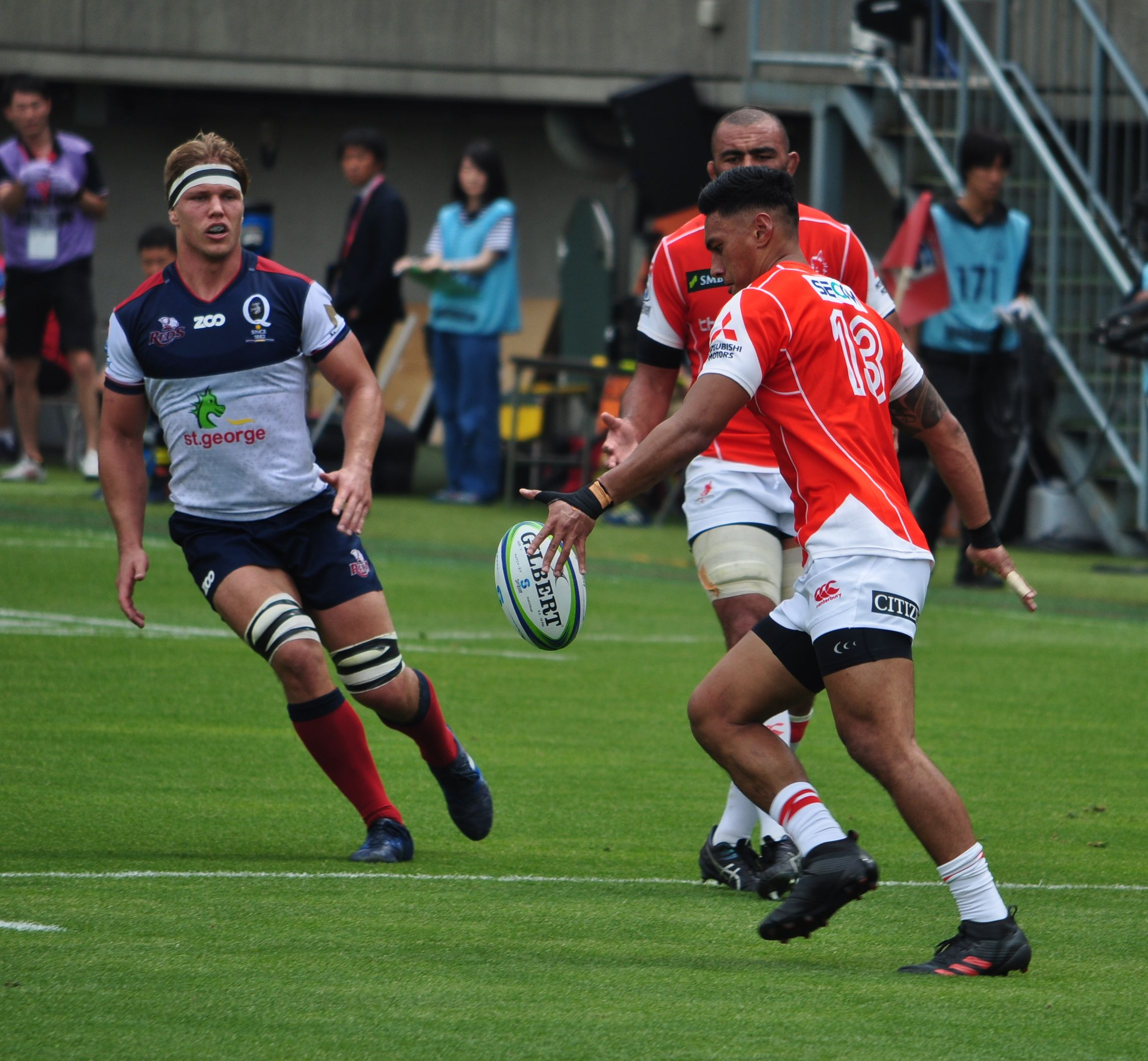
W barwach Sunwolves (po prawej)

Timothy Lafaele (jap. ラファエレ　ティモシー Rafaere Timoshī; ur. 19 sierpnia 1991 r. w Apii) – samoański rugbysta posiadający także japońskie obywatelstwo i występujący przeważnie na pozycji środkowego ataku. Reprezentant Japonii, uczestnik pucharu świata.

## Młodość
Lafaele, którego rodzice pochodzą z wioski Siʻumu urodził się w stolicy Samoa – Apii. W wieku czterech lat przeniósł się do Auckland w Nowej Zelandii, gdzie dwa lata później rozpoczął treningi rugby w lokalnym klubie.
Podobnie jak późniejszy reprezentacyjny kolega Hendrik Tui uczęszczał do katolickiego De La Salle College w Auckland prowadzonego przez braci szkolnych. W 2008 roku zdobył szkolne mistrzostwo kraju, uczestniczył także w Sanix Youth Tournament. Dostrzeżony przez jednego z uniwersyteckich skautów, dał się namówić na przeprowadzkę do Japonii, gdzie miał w przyszłości szukać swojej szansy na zawodowstwo. Po ukończeniu szkoły i otrzymawszy sportowe stypendium, w 2010 roku rozpoczął studia na Yamanashi Gakuin University w Kōfu. Z reprezentacją uczelni występował początkowo w drugiej lidze uniwersyteckiej, do wyższej klasy rozgrywkowej awansując w roku 2013. Podczas ostatniego roku studiów pełnił rolę wicekapitana drużyny. Występował wówczas na pozycji łącznika ataku.

## Kariera klubowa
Jako zawodnik trzeciego roku wzbudził zainteresowanie występującego w Top League klubu Coca-Cola Red Sparks, który zaoferował mu wstępny kontrakt. Ukończywszy studia w roku 2014, dołączył do nowej drużyny. W swoim pierwszym sezonie w zawodowych rozgrywkach wystąpił w zaledwie czterech meczach. Drużyna z Fukuoki zajęła 14. miejsce w ligowej tabeli i brała udział w barażach o utrzymanie w japońskiej ekstraklasie, co ostatecznie udało się osiągnąć dzięki zwycięstwu 53:8 z Kyuden Voltex. Niemal bliźniaczo podobny w wykonaniu tak samego Lafaele, jak i jego drużyny był też sezon 2015/2016. Samoańczyk wystąpił w siedmiu starciach, zaś Red Sparks w barażu ponownie zostali skojarzeni z Kyuden Voltex. Mecz zakończył się remisem 14:14, co oznaczało pozostanie w Top League na kolejny sezon.
Przełomowy w wykonaniu wychowanego w Auckland gracza okazał się kolejny rok – w lidze rozegrał 15 spotkań, w których zdobył 74 punkty, na co złożyło się m.in. pięć przyłożeń. Kolejne 17 punktów dołożył w wygranym przez jego klub barażu o utrzymanie (wygrana 32:22 z Hino Red Dolphins). Dobre występy ligowe przyczyniły się zakontraktowania Lafaele przez japoński zespół występujący w lidze Super Rugby – Sunwolves. W ich barwach wystąpił w lutym 2017 roku w meczu sparingowym przeciw drużynie gwiazd Top League, a następnie brał udział w dziewięciu meczach Super Rugby. W majowym starciu z Jaguares Lafaele pełnił rolę kapitana drużyny. Japoński zespół przez cały sezon odniósł zaledwie dwa zwycięstwa, w tym w ostatniej kolejce z nowozelandzkimi Blues. W meczu tym środkowy zdobył trzy z czterech uzyskanych w całym sezonie przyłożeń.
W rozpoczynających się w połowie roku zmaganiach w Top League Coca-Cola Red Sparks raz jeszcze zajęli miejsce 14. wymagające rozegrania meczu barażowego. Ekipa z Fukuoki mierzyła się w nim z Mitsubishi Sagamihara DynaBoars i raz jeszcze utrzymała się w japońskiej ekstraklasie po wyrównanym spotkaniu, które zakończyło się remisem 27:27. Wychowanek uczelni Yamanashi Gakuin z 13 meczami na koncie był jednym z podstawowych graczy swojej drużyny. Kontynuował także występy dla Sunwolves, dla których rozegrał dalszych dziewięć spotkań.
Przed sezonem 2018/2019 Lafaele został mianowany kapitanem drużyny Red Sparks, jednak z uwagi na zobowiązania reprezentacyjne oraz przewlekłą kontuzję ramienia nie był w stanie istotnie pomóc swojej drużynie, która tym razem – po kilku latach udanych prób – nie zdołała utrzymać się w Top League. Podczas trwającej pół roku rekonwalescencji Lafaele podpisał umowę z klubem Kobelco Steelers mającą obowiązywać począwszy od kolejnego sezonu. Do zdrowia powrócił dopiero na przełomie maja i czerwca 2019 roku, po czym wystąpił jeszcze w trzech ostatnich meczach Sunwolves w czasie trwania sezonu 2019 w Super Rugby.
W barwach drużyny Steelers, swojego nowego klubu zadebiutował w styczniu 2020 roku przeciw Canon Eagles.

## Kariera reprezentacyjna
Jako dziecko Lafaele pragnął grać w reprezentacji Samoa. Niemniej po przeprowadzce do Japonii już po trzech latach stałego pobytu nabył prawo do gry w miejscowej drużynie narodowej. W kadrze zadebiutował w listopadzie 2016 roku w meczu przeciwko reprezentacji Argentyny. Został wówczas kolejnym z coraz liczniejszych zawodników urodzonych poza Japonią (głównie w krajach Oceanii), którzy przybyli do kraju jeszcze przed rozpoczęciem profesjonalnej kariery sportowej, często rozpoczynając studia na japońskich uczelniach. Jednocześnie był to jego pierwszy mecz, jaki rozegrał na pozycji numer 13. W czasie tego samego okna reprezentacyjnego wystąpił także w trzech kolejnych meczach: z reprezentacjami Gruzji, Walii (przegranym po drop goalu w ostatnich minutach spotkania) i Fidżi. Niezależnie od spełnienia wymogu trzyletniej rezydencji w październiku 2017 Lafaele uzyskał japońskie obywatelstwo.
Niemal natychmiast stał się jednym z podstawowych graczy swojej reprezentacji. W pierwszym składzie występował w seriach meczów testowych rozgrywanych w czerwcu i listopadzie 2017, a następnie 2018 roku. Swoje pierwsze przyłożenie zdobył w zremisowanym 23:23 meczu z Francją w listopadzie 2017 roku. W 2019 – roku pucharu świata w Japonii – uczestniczył w wygranym przez Japończyków Pucharze Narodów Pacyfiku. W jego trakcie zdobył dwa przyłożenia – po jednym w wygranych meczach z Fidżi i Tonga. Wkrótce pochodzący z Polinezji zawodnik znalazł się w składzie reprezentacji Japonii na nadchodzące mistrzostwa świata. Gospodarze po raz pierwszy w historii swoich występów w turniejach tej rangi awansowali do fazy ćwierćfinałowej, gdzie jednak ulegli południowoafrykańskim „Springboks”. Podczas turnieju Lafaele zdobywając przyłożenie w meczu z Samoa, został pierwszym graczem urodzonym na archipelagu, który dokonał tego przeciw rodzimej reprezentacji. Także w pozostałych meczach fazy grupowej prezentował wysoką formę, popisując się widowiskowymi zagraniami, w tym podaniami w trakcie szarży rywali.

### Statystyki
Stan na dzień 20 października 2019 r.
Występy na arenie międzynarodowej
| Drużyna narodowa | Rok  | Mecze | Punkty |
| ---------------- | ---- | ----- | ------ |
| Japonia          | 2016 | 4     | 2      |
| Japonia          | 2017 | 4     | 5      |
| Japonia          | 2018 | 6     | 10     |
| Japonia          | 2019 | 9     | 15     |
| Suma             | Suma | 23    | 32     |

Przyłożenia na arenie międzynarodowej
| Lp. | Data                | Miejsce                                      | Przeciwnik    | Rozgrywki                    |
| --- | ------------------- | -------------------------------------------- | ------------- | ---------------------------- |
| 1.  | 25 listopada 2017   | U Arena, Nanterre                            | Francja       | mecz testowy                 |
| 2.  | 3 listopada 2018    | Tokyo Stadium, Chōfu                         | Nowa Zelandia | mecz testowy                 |
| 3.  | 3 listopada 2018    | Tokyo Stadium, Chōfu                         | Nowa Zelandia | mecz testowy                 |
| 4.  | 27 lipca 2019       | Kamaishi Recovery Memorial Stadium, Kamaishi | Fidżi         | Puchar Narodów Pacyfiku 2019 |
| 5.  | 3 sierpnia 2019     | Hanazono Rugby Stadium, Higashiōsaka         | Tonga         | Puchar Narodów Pacyfiku 2019 |
| 6.  | 5 października 2019 | Stadion Toyota, Toyota                       | Samoa         | Puchar Świata w Rugby 2019   |

## Życie osobiste
Rodzina Lafaele wywodzi się ze wsi Siʻumu; urodził się jako dziecko Faalogo Kapelego oraz Mariany i brat Faalogo. Ojciec przyszłego reprezentanta Japonii grał w rugby na pozycji środkowego w  Western Samoa Police Rugby Football Club. Sam Timothy, choć urodził się na Samoa, wychowywany był przez krewnych swojego ojca mieszkających w Nowej Zelandii, którzy zostali jego rodzicami adopcyjnymi. W młodości wzorował się na reprezentancie Nowej Zelandii Carlosie Spenserze, później także na Conradzie Smicie.
W 2016 roku poślubił Jolynn, pochodzącą z Nowej Zelandii Tongijkę.
Płynnie posługuje się językiem japońskim.